# 白堆子駅
白堆子駅（はくたいしえき）とは中華人民共和国北京市海淀区に位置する北京地下鉄9号線の駅である。開業以前の仮称は東釣魚台駅であった。

## ギャラリー

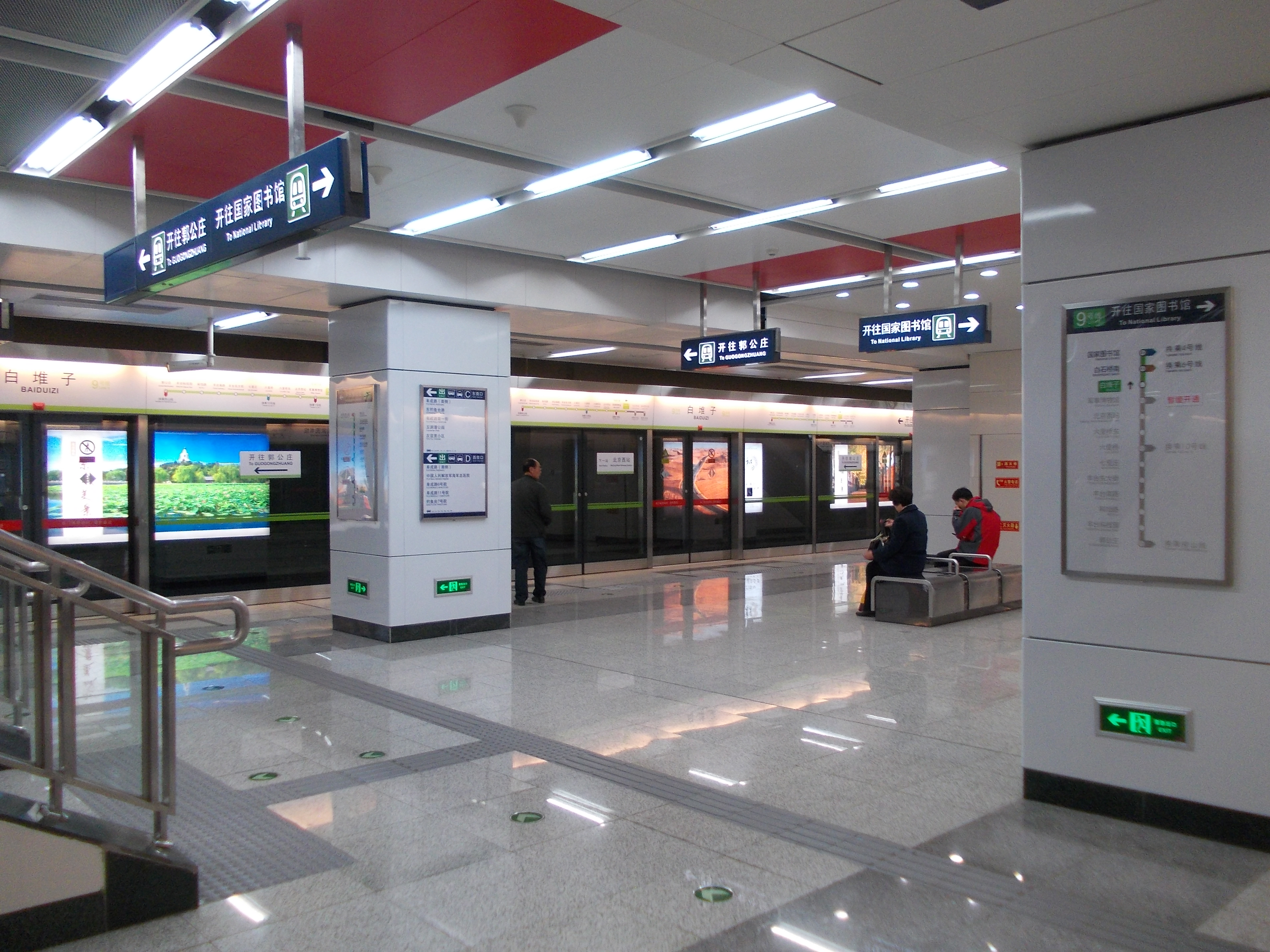
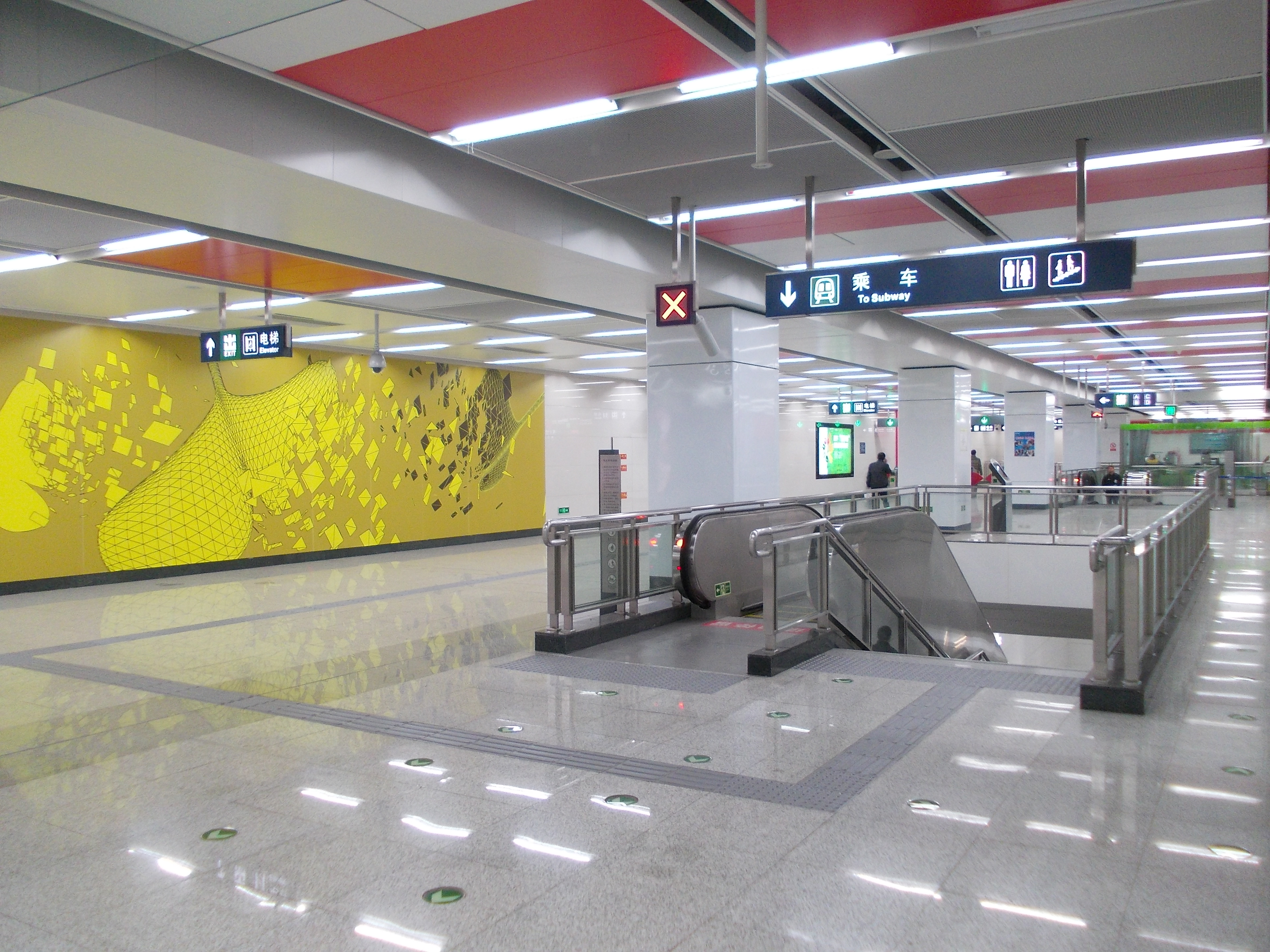

## 駅構造
島式ホーム1面2線を有する地下駅。

## 歴史
- 2012年12月30日 - 開業。

## 隣の駅
北京地下鉄
■9号線
白石橋南駅 - 白堆子駅 - 軍事博物館駅